# Paragona auroviridis
Paragona auroviridis är en fjärilsart som beskrevs av Pierre E.L. Viette 1958. Paragona auroviridis ingår i släktet Paragona och familjen nattflyn. Inga underarter finns listade i Catalogue of Life.